# Люджа
Лю́джа — село в Україні, у Тростянецькій міській громаді Охтирського району Сумської області. Населення становить 906 осіб. Колишній орган місцевого самоврядування — Люджанська сільська рада.
Після ліквідації Тростянецького району 19 липня 2020 року село увійшло до Охтирського району.

## Географія
Село Люджа знаходиться на березі річки Люджа, нижче за течією на відстані 1,5 км розташоване місто Тростянець. На річці кілька загат. Поруч проходить автомобільна дорога Т 1913.

## Символіка
Герб: щит скошений ліворуч срібним хвилястим перев’язом, на якому три золоті загати в ряд. У верхньому червоному полі два срібні мечі з золотими руків’ями вістрями донизу. У нижньому зеленому полі золота прядка. Щит увінчаний сільською геральдичною короною з колосками.
Прапор: квадратне полотнище, розділене по діагоналі з верхнього вільного кута білою хвилястою смугою (завширшки 1:5 сторони прапора), на якій три жовті загати. У верхньому червоному полі два білі мечі з жовтими руків’ями вістрями донизу. У нижньому зеленому полі жовта прядка.

## Історія
Перша писемна згадка про село припадає на 1664 рік, коли Люджа значиться на карті між землями, що придбав Іван Перехрестов у служивих людей.

Опис села Люджа зробив у 60-х роках ХІХ століття місцевий священик Петро Ковальський.
"Село розкинулося по обидва береги від річки, а за селом, на правому березі на кілька десятків верст стоїть густий ліс, де росте безліч груш. Майже в самому центрі села, на правому березі річки, стоїть невелика дерев'яна церква, названа на честь чудотворців- цілителів Кузьми та Дем'яна, з півночі та сходу до церковної огорожі впритул підходять сади місцевих жителів, а за селом сади з'єднуються з лісом."
Першими жителями були боярські діти Московського царства. Про це свідчать граничні записи тих років. Хто і чому дав селу назву Люджа невідомо, але в акті 1686 воно називається Стара Люджа. Нащадки боярських дітей, нинішні мешканці Люджі, складають люджанське товариство державних селян — 415 чоловіків та 404 жінки. До складу люджанського товариства входить ще село Верхолюджа. Кількість населення становить 386 чоловіків та 409 жінок. Добавку до цього населення становлять 42 чоловіки з відставних та безстроково відпущених нижніх військових чинів із їхніми сім'ями. Люджанська парафія складається з 843 чоловіків та 866 жінок. Усі вони великороси православного віросповідання, розкольників у тому числі немає.
За даними на 1864 рік у казеному селі Боромлянської волості Охтирського повіту Харківської губернії мешкало 793 особи (404 чоловічої статі та 389 — жіночої), налічувалось 128 дворових господарств. Також у 19 сторіччі була побудована Козьмо-Дем'янівська церква яка існула 2 сторіччя.
Станом на 1914 рік кількість мешканців зросла до 1423 осіб. Також  раніше існував хутор Верхолюджа який, під час першої світової війни  був переданий офіцеру Гостев Кузьма Митрофанович (1887-1967) . Але в 1932-1933 Кузьму розкуркурили і заслали в силку на Кавказ, та все ж скоро відпустили .А в 1971 році селище Верхолюджа було приєднано до селища Люджа ,селище до сих пір в складі люджи і вважається там районом селища.
Основне заняття мешканців – землеробство. Деякі їх у літню пору ходять на заробітки в південні губернії на польові роботи. Але, крім землеробства, людяни та верхолюджани щороку з 29 серпня і до середини вересня цілими родинами виїжджають до навколишніх лісів збирати лісові груші. Грушеве дерево тут вважається заповідним: ніхто його не вирубує на жодну потребу. Зібравши груші скільки зможе, кожна сім'я висушує їх там у лісі. І вже пізно восени привозять додому.
| Рік  | Кількість жителів |
| 1750 | 1546              |
| 1770 | 1665              |
| 1790 | 1783              |
| 1810 | 1822              |
| 1830 | 1936              |
| 1840 | 1659              |
| 1850 | 1604              |
| 1911 | 2558              |

З 1844 року при церкві за указом палати державних майнов розпочало роботу парафіяльне училище. При церкві також працювала жіноча церковно-парафіяльна школа. У 60-х років XIX починає керувати земство, на гроші якого в 1878 споруджується дерев'яне відштукатурене приміщення школи на дві класні кімнати і з квартирою для вчителя. На будівництво було витрачено 2000 рублів.
У 1864 році в Люджі працював винокурний завод і дві шинкарні.
Радянська влада встановлена у січні 1918 року.
На фронтах Великої Вітчизняної війни та в партизанських загонах проти німецько-фашистських загарбників боролися 373 мешканці села, 27 з них за бойові подвиги нагороджені орденами та медалями СРСР, 162 загинули. У Люджі споруджено два пам'ятники на честь радянських воїнів, які загинули під час визволення села.

## Населення

### Мова
Розподіл населення за рідною мовою за даними перепису 2001 року:
| Мова            | Кількість | Відсоток |
| --------------- | --------- | -------- |
| російська       | 721       | 79.58%   |
| українська      | 181       | 19.98%   |
| білоруська      | 2         | 0.22%    |
| інші/не вказали | 2         | 0.22%    |
| Усього          | 906       | 100%     |

## Економіка
- Молочно-товарна ферма.
- «Світанок», агрофірма, ТОВ.
- «Агро», ПП.

## Об'єкти соціальної сфери
- Школа І-ІІ ст.
- Будинок культури.

## Відомі люди
- Колодяжна Любов Володимирівна (1960) — фахівець у галузі турбобудування, доктор технічних наук.